# World / Sir Geoffrey Saved the World

## Közreműködők
- Barry Gibb – ének, gitár
- Robin Gibb – ének, orgona
- Maurice Gibb – ének,  gitár, zongora
- Vince Melouney – gitár
- Colin Petersen – dob
- stúdiózenekar Bill Shepherd vezényletével
- hangmérnök – Mike Claydon; Damon Lyon Shaw, John Pantry

## A lemez dalai
- World  (Barry, Robin és Maurice Gibb) (1967), mono 3:20, ének: Barry Gibb, Robin Gibb
- Sir Geoffrey Saved The World  (Barry, Robin és Maurice Gibb)  (1967), mono 2:10, ének: Robin Gibb, Barry Gibb

## Top10 helyezés
- World:  #1.: Németország, Hollandia,  #2.: Chile, Új-Zéland, #6.: Ausztrália, Norvégia #9.: Egyesült Királyság, #10.:Olaszország, Spanyolország